# Mojmír Hajník
Mojmír Hajník (* 17. srpna 1949 Nový Jičín) je český politik, po sametové revoluci československý poslanec Sněmovny lidu Federálního shromáždění za Občanskou demokratickou stranu, v 90. letech diplomat a pracovník ministerstva zahraničních věcí, místní politik v Praze 9.

## Biografie
Absolvoval VŠCHT v Praze (fakulta chemické technologie, obor technická analytická a fyzikální chemie). Působil pak na řídících provozních postech v Moravských chemických závodech v Ostravě. V období let 1982-1992 pracoval na Hlavní báňské záchranné stanici v Ostravě na pozici technika. Pochází ze čtyř dětí. Je ženatý, má tři syny.
Ve volbách roku 1992 byl za ODS, respektive za koalici ODS-KDS, zvolen do Sněmovny lidu (volební obvod Severomoravský kraj). Ve Federálním shromáždění setrval do zániku Československa v prosinci 1992. Členem ODS byl v letech 1991-1993.
V letech 1993-2002 pracoval na Ministerstvu zahraničních věcí České republiky, kde zodpovídal za přípravu podkladů pro bilaterální a multilaterální jednání ministra i jeho náměstků. V letech 1993-1997 byl 1. radou na Velvyslanectví ČR v Bratislavě. V letech 2002-2008 působil jako podnikatel v oboru zprostředkování obchodu a činnosti finančních, organizačních a ekonomických poradců. K roku 2010 se uvádí jako středoškolský učitel matematiky, fyziky a chemie.
V komunálních volbách roku 2002 byl zvolen do zastupitelstva Městské části Praha 9. Uváděn jako nestraník. V parlamentních volbách v roce 2010 neúspěšně kandidoval za TOP 09.